# Sema Çalışkan
Sema Çalışkan (* 24. Juli 1996 in Şanlıurfa) ist eine türkische Boxerin, die bislang bei zwei Amateur-Boxweltmeisterschaften eine Bronzemedaille gewann.

## Karriere
Sema Çalışkan begann 2012 mit dem Boxsport und trainiert beim Fenerbahçe SK, einer ihrer Trainer ist Melihşah Sarıca.
Ihre größten Erfolge im Nachwuchsbereich waren der Gewinn einer Bronzemedaille im Weltergewicht bei der Jugend-Weltmeisterschaft 2013 in Albena, der Silbermedaille im Mittelgewicht bei der Jugend-Europameisterschaft 2014 in Assisi und der Silbermedaille im Halbweltergewicht bei der U22-Europameisterschaft 2018 in Târgu Jiu.
Bei Europameisterschaften gewann sie 2016 in Sofia die Silbermedaille im Weltergewicht, nachdem sie erst im Finale gegen Yelena Vıstropova unterlegen war. 2018 in Sofia gewann sie erneut die Silbermedaille, diesmal im Halbweltergewicht, nachdem sie im Finale gegen Melis Jonussowa verloren hatte. 2019 in Alcobendas folgte der Gewinn einer Bronzemedaille im Leichtgewicht, nach einer Niederlage im Halbfinale gegen Maïva Hamadouche. 2022 in Budva schied sie in der Vorrunde des Halbweltergewichts gegen Amy Broadhurst aus. Darüber hinaus war sie Teilnehmerin der Europaspiele 2015 in Baku, wo sie im Viertelfinale des Mittelgewichts knapp gegen Sarah Scheurich ausschied.
Ihre erste Teilnahme an einer Weltmeisterschaft bestritt sie 2016 in Astana, wo sie in der zweiten Vorrunde gegen Nouchka Fontijn unterlag. 2018 in Neu-Delhi kämpfte sie sich gegen Gleisiele Gomes, Dana Borzei und Jessica Messina in das Halbfinale des Halbweltergewichts vor, wo sie gegen Marija Bowa mit einer Bronzemedaille ausschied. 2019 in Ulan-Ude verlor sie im ersten Kampf des Leichtgewichts gegen Namuun Monkhor. 2022 in Istanbul gewann sie erneut eine Bronzemedaille, diesmal im Halbmittelgewicht. Nach Siegen gegen Morelle McCane und Daria Parada war sie im Halbfinale gegen Lisa O’Rourke unterlegen. 2025 in Niš unterlag sie im Viertelfinale gegen die spätere Weltmeisterin Jelena Gapeschina.
Im April 2016 nahm sie im Mittelgewicht an der europäischen Olympiaqualifikation in Samsun teil und schlug in der Vorrunde Yelena Vıstropova, verlor jedoch im zweiten Duell gegen Jaroslawa Jakuschina.

### Weitere Erfolge
- Juli 2013: 3. Platz im Weltergewicht bei der EU-Meisterschaft der Jugend in Keszthely[18]

## Sonstiges
Çalışkan begann 2016 ein Sportstudium an der Mehmet Akif Ersoy Universität in Burdur.